# Gravelbourg
Gravelbourg is een plaats (town) in de Canadese provincie Saskatchewan en telt 1089 inwoners (2006).

## Galerij

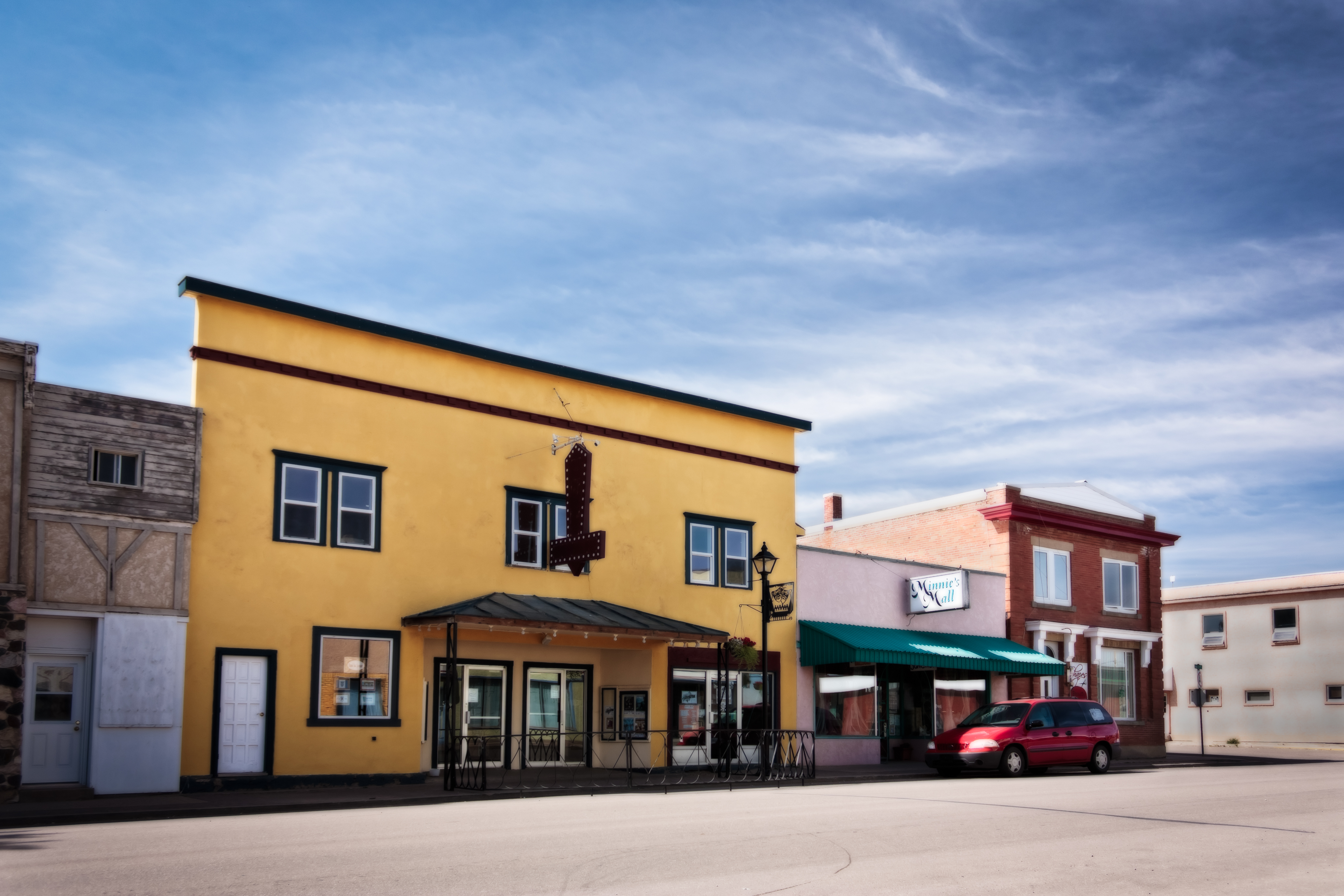
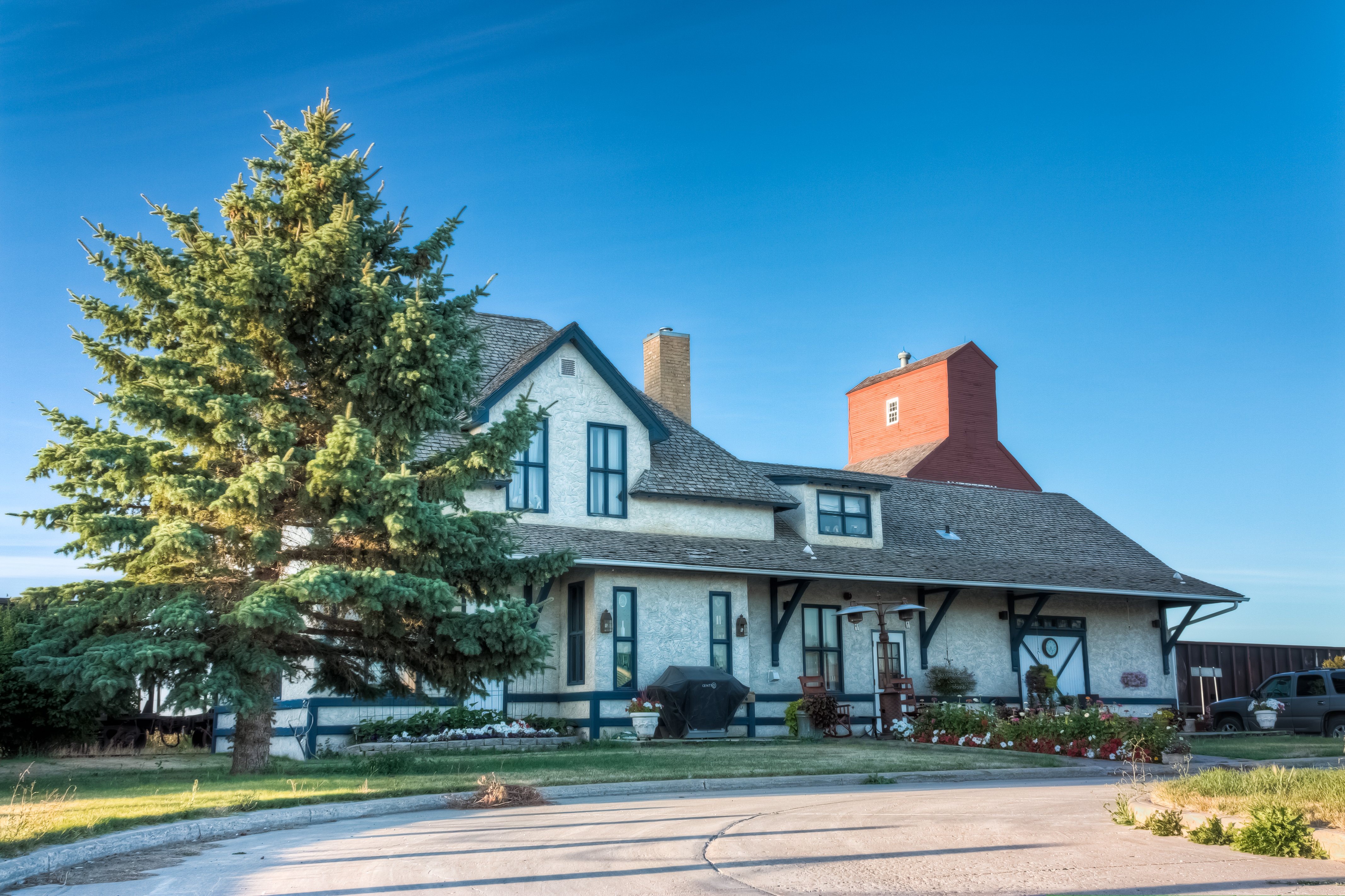
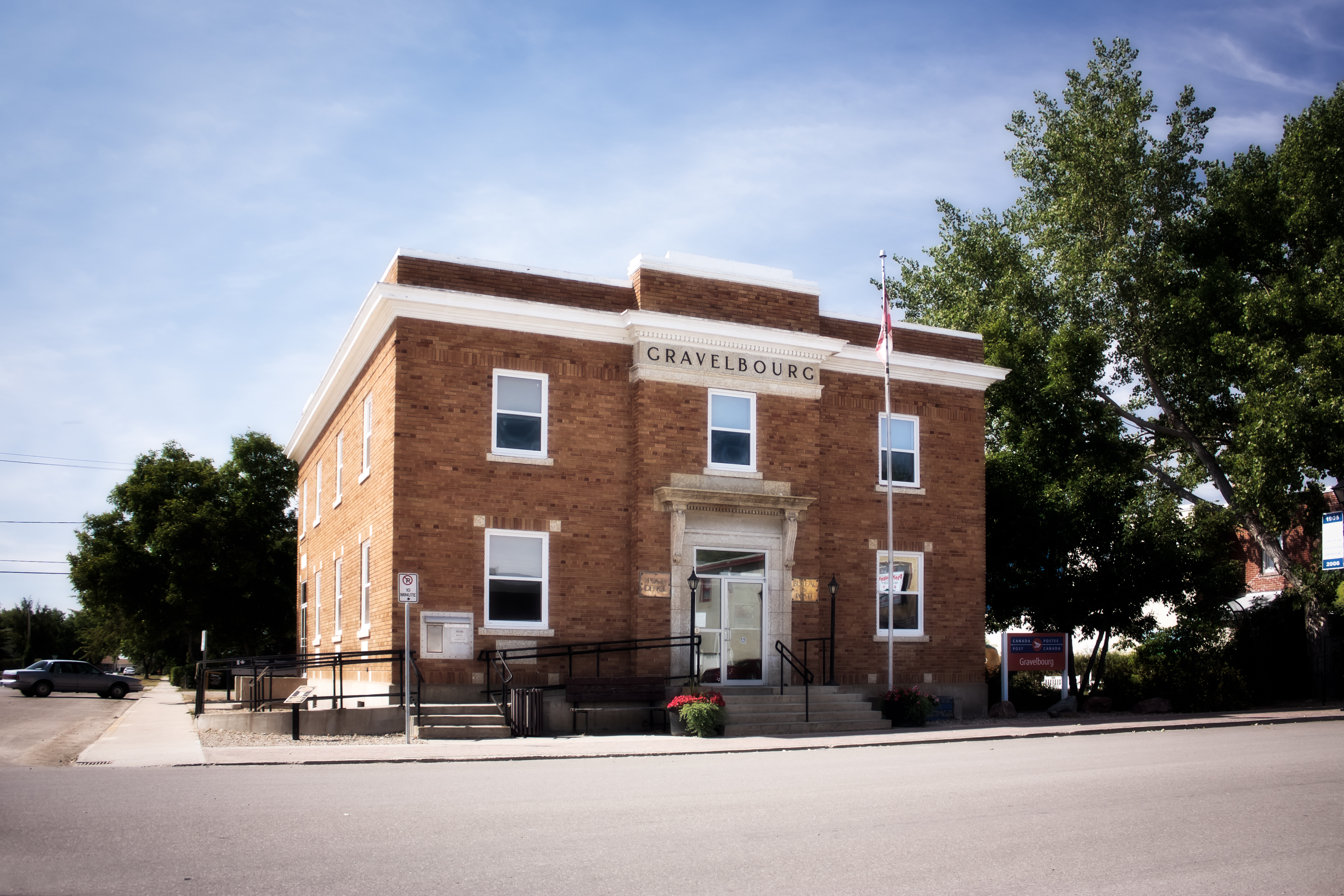
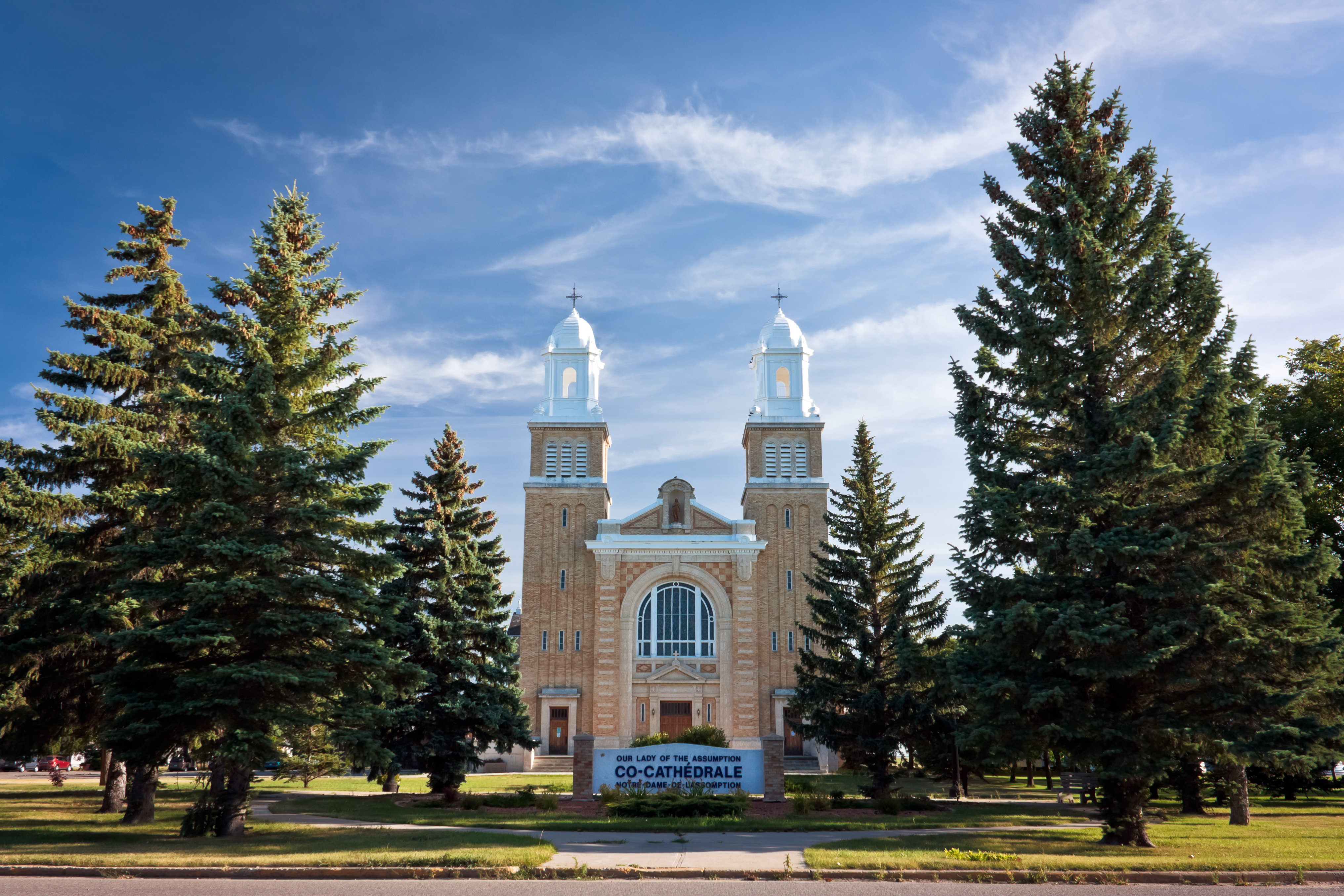